# Suaまお
Suaまお（すあまお）は女性歌手のSuaraとシンガーソングライターのゆうまおによる、日本の音楽ユニットである。

## 概要
- 二人はテレビアニメ「あさっての方向。」にて初めて一緒に仕事をして以来交流があり仲が良い。
- 前身は2006年10月22日に恵比寿天窓.switchにておこなわれた「MAYUKO＠ゆうまおワンマンライブ key of live ～2年目の蒼空～」の夜の部でサプライズゲストとしてSuaraがアンコールに登場し、テレビアニメ「あさっての方向。」のOP曲であるSuaraの「光の季節」を披露したことに始まる。
- 2006年11月19日に行われた、テレビアニメ「あさっての方向。」と「夜明け前より瑠璃色な」2タイトルの合同イベント「あさっての夜明け前すぺしゃる」にて改めてSuaまおとして結成され、当イベントでは「あさっての方向。」の挿入歌に使用されているSuaraの持ち歌「傘」を演奏した。
- 演奏形態は、ゆうまおがピアノを担当し、二人でボーカルとコーラスを曲によって交代する、という形をとっており、2007年2月11日現在では原曲のボーカリストがボーカルを担当し、もう一人がコーラスを担当するという形のみとなっている。
- 当ユニットによるCDの発売や単独ライブなどは未だ行われておらず、本格的な活動は開始していない。2007年2月11日現在では、「あさっての方向。」関係のイベントや当人達のライブでの活動のみだが、ゆうまおの個人ブログ「MAYUKO＠ゆうまおダイアリー」内で宣伝活動を行ったり、ライブなどでも本格活動への意気込みを語る場面も見られたりと、当人たちはSuaまおとしての活動に対して積極的である。
- 2007年2月11日に吉祥寺STAR PINE'S CAFEにて行われたMAYUKO（ゆうまおの個人活動名）のCD「あかつき」発売及びバースデー記念ライブ「あかつき演奏会」終了後、ゲストとしてSuaraを迎え、テレビアニメ「あさっての方向。」のOP曲であるSuaraの「光の季節」、ED曲であるゆうまおの「スイートホームソング」をSuaまおミニライブとして演奏。さらにアンコールでは、11月のイベントのときにも歌った「傘」を演奏した。
- 2008年1月23日発売の、Suaraのシングル「忘れないで」のカップリングとして収録された「つよがりの行方」は、Suara（巽明子名義）が作詞し、ゆうまおが作曲と一部のコーラスを担当しており、事実上初の「Suaまおソング」となった。

## DVD
- DVD「あさっての方向。」第6巻　映像特典　Suaまおライブ＠吉祥寺 STAR PINE's CAFE